# یول‌پینار (سولواووا)
یول‌پینار (به ترکی استانبولی: Yolpınar) یک منطقهٔ مسکونی در ترکیه است که در سولواووا واقع شده‌است.